# Kyonemichthys
Kyonemichthys is een monotypisch geslacht van straalvinnige vissen uit de familie van zeenaalden en zeepaardjes (Syngnathidae).

## Soort
- Kyonemichthys rumengani Gomon, 2007